# Ferdinand Voith
Ferdinand Voith, plným jménem Ferdinand baron Voith von Sterbez, též Ferdinand svobodný pán Voith ze Štěrbce (20. května 1813 Kámen – 10. února 1882 Čáslav), byl rakouský a český státní úředník a politik, v 60. letech 19. století poslanec Českého zemského sněmu.

## Biografie
Pocházel z rodu dědičných poštmistrů v obci Kámen. Studoval německobrodské gymnázium a filosofii a práva na pražské univerzitě. Roku 1837 si vzal za manželku baronku Marii von Herites a stal se tak švagrem Eduarda Krziwanka. Koncem 30. let se uvádí jako koncipista krajského úřadu v Čáslavi. Roku 1841 nastoupil jako koncipient na c. k. pražském guberniu.
Roku 1850 se stává podkrajským v Německém Brodě, 14 let úřední činnosti vykonával do té doby bezplatně. Počátkem 50. let se jako okresní hejtman v Německém Brodě podílel na úředních úkonech souvisejících s vypovězením Karla Havlíčka Borovského z Čech. S Borovským se přitom již z předchozí doby osobně znal a deportace Havlíčka ho trápila, podle Havlíčkových pamětí se Voith „nemohl pohnutím dívati na dojímavé to loučení a vyšel raději ven“. Vzájemná korespondence vedle přátelského vztahu dosvědčovala i Voithovu zásluhu na Havlíčkově návratu z Brixenu. Když se pak v polovině dekády Havlíček vrátil do Německého Brodu, snažil se mu Voith (tehdy již jako krajský hejtman) pomoci.
Po obnovení ústavního života v Rakouském císařství počátkem 60. let 19. století se zapojil do politiky. V zemských volbách v Čechách v roce 1861 byl zvolen v kurii venkovských obcí (obvod Chotěboř – Habry) do Českého zemského sněmu jako nezávislý kandidát. Do sněmu byl přitom navržen bez svého přičinění. Oficiálním kandidátem Národní strany (staročeské) tu měl být Václav Vladivoj Tomek. Podle Tomkových pamětí se o Voithovo zvolení přičinil okresní hejtman z Chotěboře. Na sněmu ovšem Voith hlasoval s českým státoprávním táborem.
V květnu 1862 byl díky své zálibě ve vlastivědném bádání zvolen za čestného člena archeologického sboru Musea Království českého. V regionu, kde působil, si získal sympatie. Zasloužil se o zlepšení hmotného postavení učitelů. Za tyto zásluhy byl zvolen v roce 1875 čestným členem učitelského spolku Budeč čáslavská. Byl jmenován čestným občanem Německého Brodu, Kutné Hory, Čáslavi, Habrů, Chotěboře, Humpolce, Kácova, Ledče, Polné a Poličky. V roce 1875 mu město Čáslav vystrojilo velkolepou oslavu 40 let působení ve státních službách.
Byl přítelem a častým hostem v domácnosti otce F. X. Šaldy, roku 1874 pomohl Šaldovu strýci od odvodu. Jména Voithových dcer jsou použita v Šaldově povídce Zamiloval se do domu.
Zemřel v únoru 1882. Národní listy ho v nekrologu označily za přítele lidu a dobrodince chudých. Na pohřeb se přišlo rozloučit 14 tisíc lidí. Rakev byla spuštěna za zvuků písně Kde domov můj. V roce 1884 mu byla jako "šlechetnému mecenáši" a „horlivému pěstiteli a zvelebovateli chrámu Páně sv. Petra a Pavla“ v čáslavském kostele odhalena pamětní deska. Okresní zastupitelstvo v Čáslavi se usneslo 22. IV. 1887 věnovati na počest Ferdinanda Voitha nadaci pro žáka čáslavského gymnasia ve výši 700 zl.